# 도이나 붐베인
도이나 붐베아(1950년 1월 25일~1997년 1월)는 루마니아의 화가이다. 부쿠레슈티에서 태어난 그녀는 1970년 루마니아를 떠나 이탈리아로 건너가 미술과 미술을 전공한 후 화가로 활동했으며, 1978년 조선민주주의인민공화국에 납치되었다.